# Agenebode

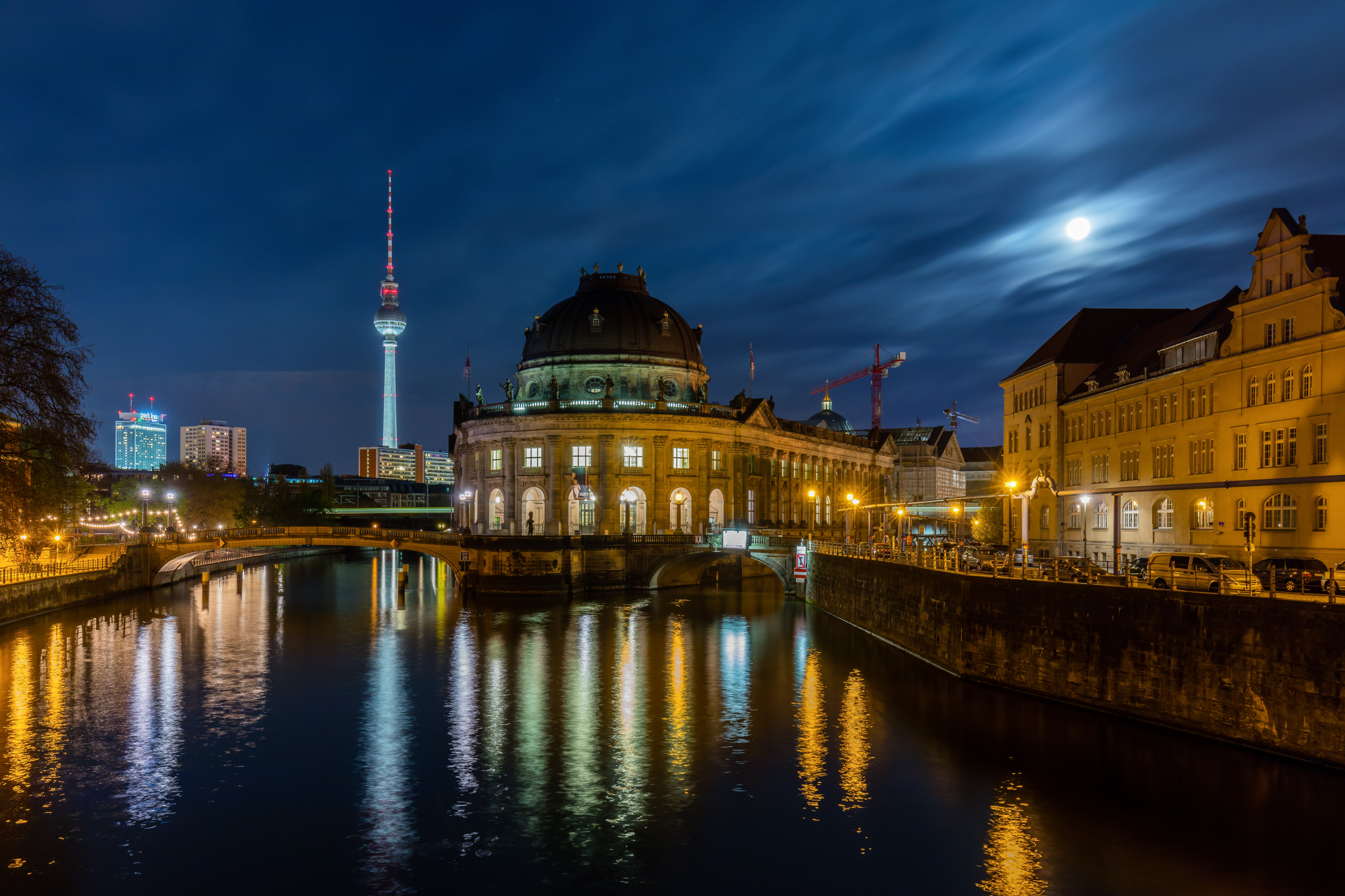
Imagem noturna

Agenebode é uma cidade do estado de Edo, na Nigéria. Sua população é estimada em 13.483 habitantes.